# اکساسیل، بایبرت
اکساسیل، بایبرت (به لاتین: Aksaçlı, Bayburt) یک منطقهٔ مسکونی در ترکیه است که در استان بایبورت واقع شده‌است.

## خصوصیات
اکساسیل ۶۱ نفر جمعیت دارد.